# Sint-Lambertuskerk (Maren-Kessel)
De Sint-Lambertuskerk is een rooms-katholieke kerk in de Nederlandse plaats Maren-Kessel. De kerk is gewijd aan de heilige Lambertus van Maastricht.
Zowel Maren als Kessel hadden beide een eigen kerk in hun dorpskern, waarbij de geschiedenis enkele eeuwen terugging. Beide kerken zijn tijdens de Tweede Wereldoorlog door de Duitsers opgeblazen, waardoor na de oorlog ervoor werd gekozen om restanten van de kerken af te breken. Tussen beide dorpen in werd een nieuwe kerk gebouwd, waarna aldaar een nieuwe dorpskern ontstond, het huidige Maren-Kessel. De nieuwe kerk werd aan Sint-Lambertus gewijd, gelijk aan de patroon van de oude kerk in Kessel. 
Ontwerper was J.A. de Reus uit Oss, die een driebeukige basiliek had ontworpen. In de voorgevel is een groot timpaan aangebracht met een zandsteenreliëf waarop Petrus en Paulus zijn afgebeeld in combinatie met evangelistensymbolen. Deze symbolen zijn leeuw (Marcus), gevleugeld mens (Matteüs), stier (Lucas) en adelaar (Johannes). Ten slotte zijn in de hoeken de kerkpatronen van de kerk van Kessel en Maren afgebeeld, Lambertus van Maastricht en Antonius Abt. In de voorgevel is boven de entree een nis aangebracht waarin een beeld van Maria met kind Jezus staat. In de zijgevels zijn kleine vierkante ramen aangebracht en aan de noordzijde bevindt zich een brede kerktoren met tentdak en een kleine klokkentoren. Van de ramen zijn 20 uitgevoerd met gebrandschilderd glas en ontworpen door Huib de Corti. In tegenstelling tot wat vaak beweerd wordt, is deze kerk niet ontworpen in de stijl van de Bossche School. Zie het artikel van de in Maren-Kessel geboren architect Jan Meijer, in Maaskroniek nr. 76 van augustus 2011.